# Arondismentul Saint-Malo
Arondismentul Saint-Malo (în franceză Arrondissement de Saint-Malo) este un arondisment din departamentul Ille-et-Vilaine, regiunea Bretagne, Franța.

## Subdiviziuni

### Cantoane
- Cantonul Cancale
- Cantonul Châteauneuf-d'Ille-et-Vilaine
- Cantonul Combourg
- Cantonul Dinard
- Cantonul Dol-de-Bretagne
- Cantonul Pleine-Fougères
- Cantonul Saint-Malo-Nord
- Cantonul Saint-Malo-Sud
- Cantonul Tinténiac

### Comune
| 1. Baguer-Morvan (35009)               | 2. Baguer-Pican (35010)                   | 3. La Baussaine (35017)             | 4. Bonnemain (35029)                  |
| 5. La Boussac (35034)                  | 6. Broualan (35044)                       | 7. Cancale (35049)                  | 8. La Chapelle-aux-Filtzméens (35056) |
| 9. Cherrueix (35078)                   | 10. Châteauneuf-d'Ille-et-Vilaine (35070) | 11. Combourg (35085)                | 12. Cuguen (35092)                    |
| 13. Dinard (35093)                     | 14. Dol-de-Bretagne (35095)               | 15. Epiniac (35104)                 | 16. La Fresnais (35116)               |
| 17. La Gouesnière (35122)              | 18. Hirel (35132)                         | 19. Lanhélin (35147)                | 20. Lillemer (35153)                  |
| 21. Longaulnay (35156)                 | 22. Lourmais (35159)                      | 23. Meillac (35172)                 | 24. Miniac-Morvan (35179)             |
| 25. Le Minihic-sur-Rance (35181)       | 26. Mont-Dol (35186)                      | 27. Pleine-Fougères (35222)         | 28. Plerguer (35224)                  |
| 29. Plesder (35225)                    | 30. Pleugueneuc (35226)                   | 31. Pleurtuit (35228)               | 32. La Richardais (35241)             |
| 33. Roz-Landrieux (35246)              | 34. Roz-sur-Couesnon (35247)              | 35. Sains (35248)                   | 36. Saint-Benoît-des-Ondes (35255)    |
| 37. Saint-Briac-sur-Mer (35256)        | 38. Saint-Broladre (35259)                | 39. Saint-Coulomb (35263)           | 40. Saint-Domineuc (35265)            |
| 41. Saint-Georges-de-Gréhaigne (35270) | 42. Saint-Guinoux (35279)                 | 43. Saint-Jouan-des-Guérets (35284) | 44. Saint-Lunaire (35287)             |
| 45. Saint-Léger-des-Prés (35286)       | 46. Saint-Malo (35288)                    | 47. Saint-Marcan (35291)            | 48. Saint-Méloir-des-Ondes (35299)    |
| 49. Saint-Pierre-de-Plesguen (35308)   | 50. Saint-Père (35306)                    | 51. Saint-Suliac (35314)            | 52. Saint-Thual (35318)               |
| 53. Sougéal (35329)                    | 54. Tinténiac (35337)                     | 55. Trans-la-Forêt (35339)          | 56. Tressé (35344)                    |
| 57. Trimer (35346)                     | 58. Le Tronchet (35362)                   | 59. Trémeheuc (35342)               | 60. Trévérien (35345)                 |
| 61. Vieux-Viel (35354)                 | 62. La Ville-ès-Nonais (35358)            | 63. Le Vivier-sur-Mer (35361)       |                                       |